# Џим Џармуш
Џим Џармуш (енгл. Jim Jarmusch; Акрон, 22. јануар 1953) амерички je независни филмски режисер и сценариста.

## Биографија
Џармуш је 1975. дипломирао енглеску књижевност на Универзитету Колумбија, а затим је на Њујоршком Универзитету почео да похађа филмску школу. У међувремену је одлучио да напусти студије и да сав новац за школарину потроши на снимање свог првог филма. Thaddeus Sebena, његов тадашњи ментор највише му је у томе помогао. Тако је настало Константно глуварење (Permanent Vacation), први Џармушев филм, који је представио публици карактеристичан стил „озбиљног хумора“ који се касније појављује и у филмовима Чудније од раја и Под ударом закона.
Џармуш је радио како асистент у настави америчком режисеру Николасу Реју док је похађао Њујоршки универзитет. Захваљујући Реју, добио је прилику да ради као асистент продукције у филму Вима Вендерса Lightning Over Water из 1980. који је посвећен Реју.

## Каријера
Џармушов први дугометражни филм, Константно глуварење, је рађен за дипломски испит.
Својим другим филмом, Чудније од раја, у коме приказује чудно путовање троје главних протагониста од Њујорка, преко Кливленда до Флориде, Џармуш је занемарио многе конвенције традиционалног холивудског филма, а ово дело се и данас сматра једним од најзначајнијих савремених независних филмова. За овај филм је награђен Златном камером на филмском фестивалу у Кану 1984.
Две године касније, Џармуш је написао и режирао филм о три осуђеника у затвору у Њу Орлеансу, под називом Под руком закона.

## Филмографија

### Режисер
- Константно глуварење (Permanent Vacation, 1980)
- Чудније од раја (Stranger Than Paradise, 1984) - режисер/сценариста/монтажер
- Кафа и цигарете (Coffee and Cigarettes, 1986) - режисер/сценариста
- Под руком закона (Down by Law, 1986) - режисер/сценариста
- Кафа и цигарете: верзија из Мемфиса (Coffee and Cigarettes: Memphis Version, 1989) - режисер/сценариста
- Тајанствени воз (Mystery Train, 1989) - режисер/сценариста
- Ноћ на земљи (Night on Earth, 1991) - режисер/сценариста/продуцент
- Кафа и цигарете: негде у Калифорнији (Coffee and Cigarettes: Somewhere in California, 1993) - режисер/сценариста/монтажер
- Одавно мртав (Dead Man, 1995) - режисер/сценариста
- Година коња (Year of the Horse, 1997) - режисер/сниматељ
- Пут самураја (Ghost Dog: The Way of the Samurai, 1999) - режисер/сценариста/продуцент
- Десет минута старији: труба (Ten Minutes Older: The Trumpet, кратки филм, сегмент Int. Trailer Night, 2002) - режисер/сценариста
- Кафа и цигарете (Coffee and Cigarettes, 2003) - режисер/сценариста/монтажер
- Сломљено цвеће (Broken Flowers, 2005) - режисер/сценариста
- Границе контроле (The Limits of Control, 2009) - режисер/сценариста[5]
- Само љубавници опстају (Only Lovers Left Alive, 2013) - режисер/сценариста
- Патерсон (Paterson, 2016) - режисер/сценариста
- Мртви не умиру (The Dead Don't Die, 2019) - режисер/сценариста

### Глумац
- (1980)
- (1984) ... филмски продуцент
- (1987) ... Ејмос Дејд
- (1987) ... Бармен бр. 2
- (1988)
- (1989) ... њујоршки продавац аутомобила
- (1990) ... странац
- (1992) ... Монти
- (1995) ... Сребрни јахач
- (1995) ... Боб
- (1996)
- (1996)
- (аудио књига 1996) ... глас Раула Дјука